# 15494 Lucylake
15494 Lucylake este o planetă minoră (asteroid), cu un diametru de 11,456 km, din centura de asteroizi. A fost descoperită pe 11 februarie 1999 la Experimental Test Site⁠(d) de Lincoln Near-Earth Asteroid Research. 
Obiectul prezintă o orbită caracterizată de o semiaxă mare de 2,665376 UAi, o excentricitate de 0,13, o înclinație de 15,10947 ° în raport cu ecliptica.